# 烏尊島
38°30′16″N 26°42′53″E / 38.50444°N 26.71472°E
烏尊島是土耳其的島嶼，位於該國西岸伊茲米爾灣入口處，由伊茲密爾省負責管轄，長9公里，面積25.4平方公里，是全國第四大島嶼。

## 外部連結
- Small Islands in the Near East （页面存档备份，存于）